# 韋斯帕林派因斯 (加利福尼亞州萊克縣)
韋斯帕林派恩斯（英語：Whispering Pines）是位於美國加利福尼亞州萊克縣的一個非建制地區。該地的面積和人口皆未知。

## 地理
韋斯帕林派恩斯的座標為38°48′49″N 122°42′45″W / 38.81361°N 122.71250°W，而該地的平均海拔高度為805米（即2641英尺）。